# Guerino Grosso
Guerino Grosso (Rio Claro, 28 de abril de 1907 - São Paulo, 11 de março de 1988) foi um pintor, desenhista e professor brasileiro.

## Biografia
Filho do comerciante italiano Francisco Grosso e sua esposa Florinda, nasceu em 1907 na cidade de Rio Claro e foi o quinto de nove filhos.
Tendo se mudado para São Paulo, com a família, em 1918, por falência dos negócios do pai, residiu no bairro da Lapa, e em 1935 se casou com Maria Grosso, pintora não profissional, tendo um filho, Walter.

## Obra
Desde 1917 Guerino Grosso dedicou-se ao desenho e à pintura, tendo iniciado seus estudos com os professores Lúcia Machado e Igino Aquarone, cursando mais tarde a Escola de Belas Artes de São Paulo. Foi chefe do ateliê Arte Fina de Chicago, onde trabalhou por 35 anos.
Como sócio-fundador da Associação Paulista de Belas-Artes, atuou várias vezes como membro de júri de seleção e premiação em diversos Salões Oficiais.
Suas obras figuram nas pinacotecas de Rio Claro, Jaboticabal, Amparo, São Carlos, Piracicaba, e outras cidades, bem como em muitas coleções particulares no Brasil e no exterior, como Portugal, Itália, Chile, Estados Unidos, Argentina, Canadá e outros.
Suas naturezas-mortas são notáveis, bem como suas imagens do bucólico de cidades do interior do Brasil.